# Bärnstensrummet

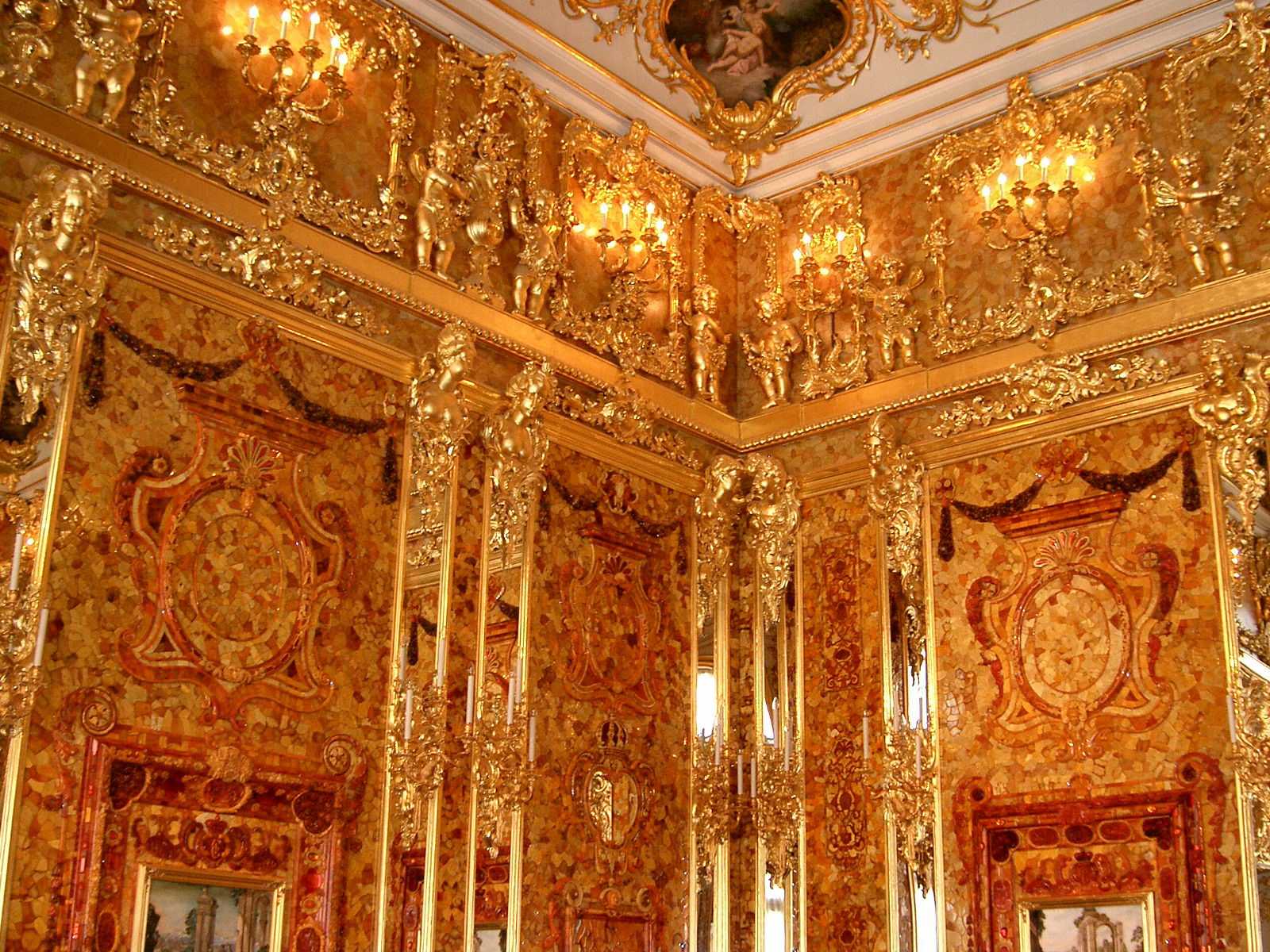
Rekonstruktion av Bärnstensrummet

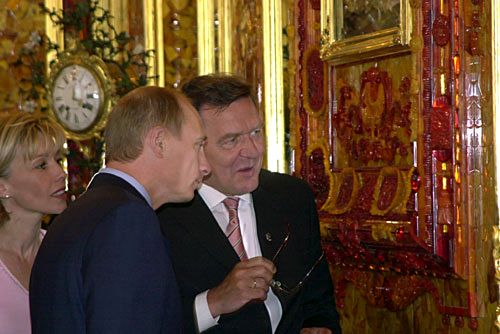
Doris Schröder-Köpf, Vladimir Putin och Gerhard Schröder i det rekonstruerade bärnstensrummet.

Bärnstensrummet var en gåva från den preussiske kungen Fredrik Vilhelm I till den ryske tsaren Peter den store, överlämnad år 1716. Gåvan var ett rum med väggar av bärnsten samt flera inredningsföremål av bärnsten. Rummet konstruerades efter ritningar av Andreas Schlüter.
Rummet var installerat på stadsslottet i Berlin men flyttades till Ryssland efter att den ryske tsaren visat sin beundran för det. Där visades rummet först i Eremitaget i Sankt Petersburg, och flyttades senare till Katarinapalatset i Tsarskoje Selo.
Under andra världskriget demonterades rummet av tyska soldater. Det visades tillfälligt i en utställning i Königsberg. Därefter är rummets öde okänt. Enskilda delar som ett skåp och en mosaik upphittades i Tyskland efter kriget.

## Rekonstruktion
1979 påbörjades tillverkningen av en rekonstruktion av Bärnstensrummet med hjälp av pengar som det tyska företaget Ruhrgas AG skänkte. Den officiella invigningen i Katarinapalatset skedde den 31 maj 2003 under medverkan av Rysslands president Vladimir Putin och Tysklands förbundskansler Gerhard Schröder.